# CNC glodalica
CNC glodalica je glodalica s CNC upravljanjem. CNC glodalica s automatskom izmjenom alata, pribora i obradaka naziva se i glodaćim obradnim centrom. Glodaći obradni centri svojim izgledom podsjećaju na glodalice, ali ih mogućnostima nadmašuju: 
- smanjeno je glavno vrijeme i pomoćna vremena strojne obrade;
- viša je točnost i kvaliteta obrade;
- manji je udio ljudskoga rada u obradi.[1]

## Objašnjenje
Prvi NC stroj koji se pojavio nakon dugogodišnjeg razvoja na sveučilištu MIT godine 1952. bila je glodalica ("Hydro Tel"). Upravo ovo govori o značenju glodalica u industrijskoj proizvodnji u kojoj se svakoga dana pojavljuju sve veći zahtjevi u pogledu složenosti geometrijskih površina. Glodalica je alatni stroj koji se koristi glodalom kao osnovnim alatom te ima mogućnost neprekinutog rezanja pri istodobnu kretanju alata duž najmanje dvije osi. Glodalice na kojima je smjer kretanja glavnog vretena dolje-gore su okomite, a glodalice na kojima je smjer kretanja glavnog vretena van i unutra jesu vodoravne.
Osim razlike u položaju glavnog navojnog vretena, vodoravna i okomita glodalica razlikuju se i u tehnološkim osobinama. Vodoravne glodalice imaju bolji pristup radnom prostoru, to jest prostor iznad radnog stola je slobodan i to omogućuje strojnu obradu dijelova većih izmjera (dimenzija) i masa. Vodoravne glodalice primjenjuju se za obradu kutijastih dijelova (blokovi motora) kojima je u jednom stezanju moguće obraditi sve bočne stranice.
Glodalice imaju 3 osnovne osi koje su uobičajeno označene sa X, Y, Z. Glodalica postaje korisnija ako ima četvrtu os (označuje se A za okomite, a B za vodoravne glodalice). Još veći stupanj iskoristljivosti ima glodalica s 5 ili više osi. Glodalica s 5 osi ima tri osnovne osi, rotacijsku os (najčešće B) i os paralelnu sa Z osi (obično se označuje s W). Takve se glodalice primjenjuju u automobilskoj industriji i avioindustriji u kojima je potrebno izraditi vrlo složene prostorne oblike dijelova.
U uporabi su također izrazi 2,5-osni strojevi ili 3,5-osni strojevi. Ti se izrazi odnose na strojeve na kojima istodobno gibanje glodala u smjeru svih osi ima određena ograničenja. Na primjer, 4-osni okomiti stroj s osnovnim osima X, Y i Z ima i 4-osni okretni stol za pozicioniranje (A os). Stol za pozicioniranje može se zakretati samo u određenim koracima (kutovima), ali ne može okretati u isto vrijeme kada se vrši gibanje po osnovnim osima. Takav stroj je 3,5-osni stroj.

### Dodatne osi na CNC glodalicama
CNC glodalica bilo koje vrste može biti dizajnirana s jednom ili više dodatnih osi.Te osi su paralelne s glavnim osima. Odnos između glavnih i dodatnih osi je sljedeći:
- X Y Z - osnovne osi
- U V W - sekundarne osi
- I J K	- osi koje određuju središte kružnog luka
- A B C - rotacijske osi.

## Alati za rad na glodalici
Najčešće korišteni alati za rad na glodalici su sljedeći:
- utorno glodalo (eng. Slot mill),
- kutno glodalo za finu obradu (eng. End mill for finishing),
- spiralno svrdlo (eng. Center drill),
- T-utorno glodalo (eng. T-slot cutter),
- razvrtalo (eng. Reamer),
- konusno upuštalo (eng. Countersink),
- utorno kuglasto glodalo (eng. Ball nosed slot drill),
- zabušivač (eng. Center drill),
- profilno glodalo za rubove (eng. Corner round)
- ureznik (eng. Tap),
- kutno glodalo za grubu obradu (eng. End mill for roughing),
- ravno upuštalo (eng. Counterbore),
- valjkasto glodalo (eng. Slab mill),
- kutno glodalo (eng. Dowertail cutter),
- koturasto glodalo (eng. Side and face cutter),
- plansko ili čeono glodalo (eng. Face mill).

Osim navedenih alata, u serijskoj proizvodnji koriste se i kombinirani alati koji mogu obaviti više operacija obrade. Na taj se način skraćuje vrijeme za izmjenu alata. 

### Stezanja alata na glodalici
Razvoj modernih proizvoda zahtijeva izradu njihovih dijelova u uskim tolerancijama i visoke kvalitete obrade površine (na primjer automobilska i avioindustrija). Na veličinu odstupanja izmjera (dimenzija) pri izradi proizvoda uz ostale čimbenike utječe i odstupanje od kružnosti vrtnje alata. Ono je uzrokovano nebalansiranim silama koje nastaju:
- zbog asimetričnog oblika držača alata,
- zbog asimetričnog oblika alata,
- zbog ekscentričnosti vrtnje vretena,
- u spoju alat-držač alata,
- u spoju držač alata-glava vretena.

Posljedice nebalansiranih sila jesu:
- vibracije,
- smanjenje vijeka trajanja alata,
- oštećivanje ležaja,
- manje brzine rezanja,
- lošija kvaliteta površine,
- manja točnost izrade,
- veće trošenje alata.

Da bi se smanjilo odstupanje od kružnosti vrtnje razvijena su nova konstrukcijska rješenja držača alata, načina stezanja alata u držač alata te je uvedena i upotreba aluminija za izradu držača alata kako bi se smanjile nebalansirane težine.

### Izvedbe držača alata
Za CNC glodalice izvedbe držača alata su standardizirane, a primjenjuju se najčešće sljedeće:
- CAT,
- BT,
- SK,
- HSK.

CAT je najstarija izvedba nastala u SAD-u. Poboljšanje te izvedbe je BT-izvedba, a razvijena je u Japanu. Obje izvedbe imaju držač s konusom 7:24. U Europi je razvijena SK-izvedba. S razvojem visokobrzinske obrade prethodne izvedbe nisu dale zadovoljavajuće rezultate obrade, pa je u Njemačkoj 1990-tih razvijena i predstavljena HSK-izvedba prihvata alata koja ima konus 1:10.

#### SK-izvedba
Na našim prostorima najviše se primjenjuje SK-izvedba i HSK-izvedba. SK-prihvat alata konstruiran je tako da postoji velika zračnost između čela vretena i prirubnice držača alata. Prednosti te izvedbe su samocentriranje te brzo i jednostavno stezanje i otpuštanje alata što omogućuje stožasti spoj između držača alata i vretena. Zbog krutosti SK-izvedba je osjetljiva na točnost izrade kuta stožaste površine držača alata i one u vretenu te na aksijalnu silu koja napinje alat. Kad se zahtijeva visoka točnost aksijalnog pozicioniranja, SK-izvedba pokazuje određene nedostatke. Pod djelovanjem centrifugalne sile i sile uvlačenja držač alata uzdužno (aksijalno) se pomiče dublje u vreteno. Posljedice tih pojava jesu: smanjenje krutosti sustava, promjene aksijalne pozicije alata te smanjenje prenosivog okretnog momenta poradi smanjenja dodirne površine stožaste veze. Ti nedostatci doveli su do toga da se taj tip prihvata alata malo primjenjuje u visokobrzinskoj obradi.

#### HSK-izvedba
HSK-izvedba prihvata alata je najsuvremenija izvedba koja se danas primjenjuje, pogotovo za visokobrzinske obrade. Ta izvedba ima 6 varijanti i 35 veličina. Osnovna obilježja HSK-izvedbe jesu: brza i jednostavna izmjena alata, točnost uzdužnog (aksijalnog) pozicioniranja, velika krutost, velike sile stezanja, mala masa, uravnoteženost sustava. Stezanje alata je iznutra pa centrifugalna sila povoljno djeluje na dijelove stezanja povećavajući steznu silu. HSK-izvedba osim prednosti ima i određenih nedostataka: izvedba je dosta skuplja od SK-izvedbe, nekompatibilna je s postojećim vretenima i držačima alata, zahtijeva se visoka točnost izrade, a oblik je složen.

#### Način stezanja alata u držač alata
Više je načina stezanja alata:
- toplinsko,
- hidrauličko,
- pomoću stezne čahure,
- pomoću steznih čeljusti ili vijka.

Na školskoj glodalici stezanje se provodi pomoću steznih čahura. Za pojedine promjere alata odabire se odgovarajuća čahura te se u nju stavlja alat. Zatim se sve zajedno stavi u maticu te stegne na držać pomoću dvije poluge.
Najnoviji način stezanja je toplinsko stezanje. Načelo se zasniva na proporcionalnom širenju materijala zbog zagrijavanja. Držač alata se zagrijava na temperaturu od 300 ˚C - 340 ˚C pri čemu mu se povećava unutarnji promjer. Alat se stavlja u zagrijani i prošireni držač na točno određenu duljinu. Pri hlađenju na sobnu temperaturu držač se skuplja te se ostvaruje čvrsti stezni spoj alat -držač alata.
Zagrijavanje držača alata provodi se elektromagnetskom indukcijom u zavojnici pri čemu se stvara toplina. Zagrijavanje traje od 5 do 10 sekundi lokalno na mjestu gdje se ostvaruje spoj pa je prijelaz topline na ostale dijelove držača alata malen. Toplinsko širenje je u elastičnom području materijala pa je promjena povratna. Kako su držači izrađeni od specijalnoga toplinski otpornog čelika, postupak je moguće ponoviti i više od 5 000 puta a da se ne izgubi visoka elastičnost materijala i centričnost spoja. Hlađenje se obavlja najčešće pomoću zraka, a traje oko jednu minutu. Cijeli postupak postavljanja alata u držač traje oko dvije do tri minute. Ostvarena sila stezanja jednoliko je raspoređena po cijelom opsegu i ima vrlo visoki iznos. Kružnost vrtnje alata pri takvu načinu stezanja je oko 0,003 mm.

### Podaci o alatu ili baza podataka alata
Svrha podataka o alatu je mogućnost pozicioniranja alata tako da se kod CNC programiranja može koristiti čelo alata ili os rotacije alata. Svaki alat koji se koristi na CNC glodalici mora biti izmjeren i najvažnija je udaljenost L1 od čela alata do referentne točke alata (N). U bazi podataka alata spremaju se podaci o alatu i to duljina L1 i promjer alata D1 ili polumjer R1.
Korištenje podataka o polumjeru (promjeru) bitno je kod aktiviranja naredbi za kompenzaciju alata G41 ili G42 po XY površini (G17).  Za ostale površine (G18 - XZ i G19 - YZ) kompenzacija alata se ne koristi.

## Simulacija obrade
Simulacija obrade može se vršiti u ravnini 2D odabirom izbornika Simulation ili u prostoru 3D odabirom izbornika 3D View. Simulacijom obrade provjerava se ispravnost pisanja naredbi, programa te putanja alata. Kao i kod CNC tokarenja, simulacija ne prepoznaje tehnološke pogreške kao što su pogrešan smjer rotacije, loše izabran režim obrade, pogrešne vrijednosti korekcija alata, uporaba naredbe G0 umjesto G1 i slično.

### Simulacija u ravnini
Izbornikom Simulation otvara se izbornik za simulaciju u 2D (ravnini) koji grafički prikazuje putanju alata. Alatna traka desno omogućuje uvećanje (ZOOM +) ili umanjenje prikaza (ZOOM -). lzbornik Settings omogućuje izbor ravnine prikaza: XY, XZ ili YZ. Izborom naredbe Start pokreće se simulacija, Reset vraća simulaciju na početak, a Single pokreće simulaciju blok po blok (nastavlja se sa Start). Izbornikom Edit vraćamo se u program.

### Simulacija u prostoru
Simulacija u prostoru pokreće se odabirom izbornika 3D View. Vodoravna alatna traka nudi izbornike Start, Reset, Single i Edit koji imaju jednako značenje kao i u prikazu u ravnini. Okomita alatna traka nudi izbornike View, Clear section, Parameter, Workpiece i Tool. Da bismo izveli simulaciju obrade, moramo odabrati odgovarajuće alate za simulaciju. To činimo aktiviranjem izbornika Tool. U polju Toolholder pozicioniramo se na broj alata koji smo odredili u programu (na primjer T9 spiralno svrdlo promjera 5 mm). Zatim se pozicioniramo u polje Tools te pronađemo potreban alat (pod brojem 29 nalazi se spiralno svrdlo promjera 5 mm). Izbornikom Take tool postavljamo označeni alat u označeni držač alata. Postavljeni alati u Toolholder vrijede samo za simulaciju, ali ne i za obradu na stroju. Za obradu na stroju važeći podatci o alatu su upisani pod Parameter => Tool offset.
Nakon određivanja alata potrebno je odrediti i obradak (sirovac). lzbornik Workpiece daje skicu u koju se odgovarajuća polja upisuju izmjere (dimenzije) obratka te vrijednosti za X, Y i Z iz sistemske varijable G54 koja se nalazi pod Parameter => Work offset. Napomena: kod konkretnog stroja položaj čeljusti za stezanje ne mora odgovarati prikazanom na slici.
Okomiti izbornik Parameter omogućuje postavljanje vrijednosti parametara koji određuju izgled simulacije. Stezanje izratka (eng. Clamping) omogućuje prikaz steznih čeljusti ili pak ne omogućuje, te može biti postavljeno na automatiku (ako postoji automatsko stezanje na stroju). Također, u simulaciji čeljusti mogu biti postavljene u smjeru osi X ili Y.
Kvaliteta prikaza (eng. Resolution) može biti:
- visoka – High,
- srednja – Medium ili
- niska - Low.

Prikaz alata (eng. Tool presentation) može biti:
- Volume model - prikazuje alat kao neprozirno trodimenzionalno tijelo,
- Transparent volume model - prikazuje alat prozirnim,
- Wire model - prikazuje alat kao žičani model,
- No tool representation - ne prikazuje alat.

Opći parametri (eng. General) omogućuju otkrivanje sudara (eng. Colision detection) alata i izratka u brzom hodu, alata i steznih čeljusti te dijelova alata koji ne režu materijal s izratkom ili steznim škripcem. Prikaz simulacije moguće je u odnosu na nul točku M ili W (MCS/WCS position), a Cutting lenght određuje brzinu simulacije. Mali broj (na primjer 3) omogućuje spori prikaz gibanja alata, a veliki broj (na primjer 1 000) brzi prikaz gibanja alata.
Pogled (eng. View) omogućuje biranje izometrijskog pogleda na izradak (lijevo iza, lijevo ispred, desno iza, desno ispred, iznad centra te slobodni odabir). Preporuka je isprobati sve poglede s prethodnim dovođenjem alata na koordinate 0, 0, 0. Prirodni položaj pogleda na obradak je lijevo ispred. Moguće je mijenjati i veličinu pogleda od 10 do 100%.